# 施拉波爾特山

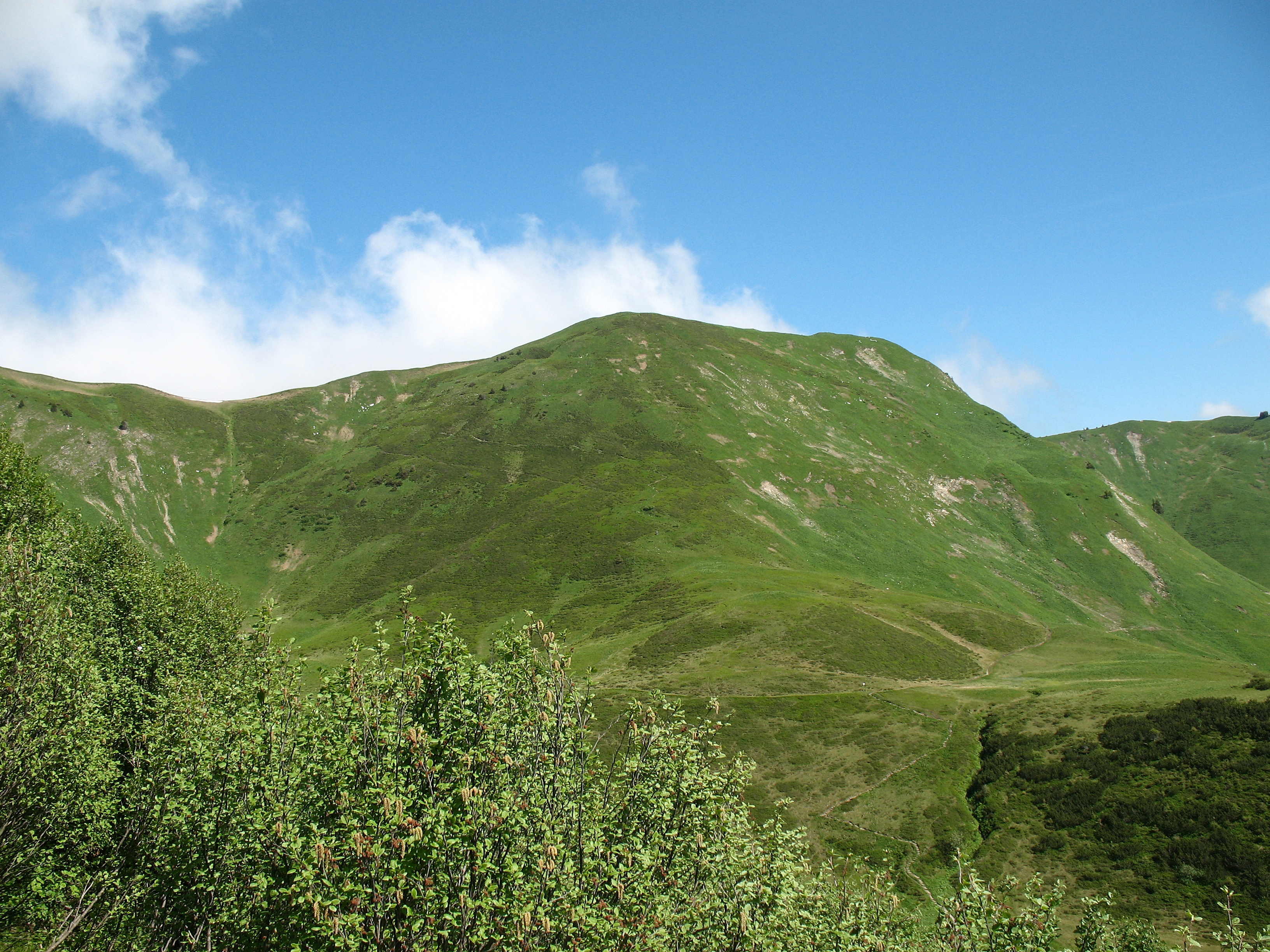

47°21′31″N 10°13′27″E / 47.35861°N 10.22417°E
施拉波爾特山（德語：Schlappoltkopf），是中歐的山峰，位於奧地利和德國接壤的邊境，屬於阿爾高阿爾卑斯山脈的一部分，距離費爾山0.9公里，海拔高度1,969米，每年平均降雨量1,730毫米。